# Pascale Bal
Pascale Bal, née le 30 octobre 1971 à Zemst-Bos, est une actrice belge néerlandophone.
Elle a également participé au clip musical de la chanson It's so Unreal de Zornik aux côtés de l'actrice Ann Ceurvels.

## Filmographie

### Télévision
- F.C. De Kampioenen : Machteld Verstraeten
- De Wet volgens Milo : Daphné
- Biebabeloela
- Thuis : Isabelle Vinck
- Recht op Recht : Ingrid Rogge
- Flikken : Claire Van Eeckhaut
- Hof van Assisen : M. Luypaert
- De Fixers
- Open op zondag
- Familie : Gwen
- Zomerrust : Nathalie
- Deman : Ghislaine

### Cinéma
- Zoltan : une femme
- Film 1 : Pascale
- De kapster : Miranda
- Le Bal masqué : Kristl Callas
- Le Mur : Wendy